# Påskrislav
Påskrislav (Stereocaulon paschale) är en lavart som först beskrevs av L., och fick sitt nu gällande namn av Franz Georg Hoffmann. Påskrislav ingår i släktet Stereocaulon och familjen Stereocaulaceae.  Arten är reproducerande i Sverige. Inga underarter finns listade i Catalogue of Life.
I den svenska databasen Dyntaxa används istället namnet Stereocaulon taeniarum för samma taxon.  Arten är reproducerande i Sverige.